# 謝叔頲
謝叔頲（越南语：／，1880年—？年），號仞蘇（越南语：／），明鄉人，越南阮朝官員。

## 生平
謝叔頲是承天府香茶縣永治總明鄉社（今屬承天順化省香茶市社香榮社明鄉村）人，嗣德三十三年（1880年）出生，父親是副榜謝叔穎。成泰十五年（1903年），謝叔頲參加承天場鄉試，考中舉人。次年（1904年），庭試考中副榜。後任參辦。維新九年（1915年），出領廣平按察使。啟定年間任吏部侍郎。